# Istocheta melliculus
Istocheta melliculus là một loài ruồi trong họ Tachinidae.